# Thin Chen Enterprise
Thin Chen Enterprise är en tillverkare av TV-spel för framförallt Nintendos spelkonsoler från Taiwan. De lanserade oftast sina spel under märket Sachen, men även Joy Van och Commin förekom.